# NGC 2742
NGC 2742 (другие обозначения — NGC 2816, UGC 4779, MCG 10-13-57, ZWG 288.19, IRAS09036+6040, PGC 25640) — спиральная галактика (Sc) в созвездии Большая Медведица.
Этот объект занесён в новый общий каталог несколько раз, с обозначениями NGC 2742, NGC 2816.
Этот объект входит в число перечисленных в оригинальной редакции «Нового общего каталога».
В галактике вспыхнула сверхновая SN 2003Z типа II, её пиковая видимая звездная величина составила 16,7.
Галактика NGC 2742 входит в состав группы галактик NGC 2768. Помимо NGC 2742 в группу также входят NGC 2654, NGC 2726, NGC 2768 и UGC 4549.